# 오큘러스 터치
오큘러스 터치(Oculus Touch)는 메타 플랫폼스(구 '오큘러스') 가상 현실 헤드셋에서 사용되는 모션 컨트롤러 시스템 라인이다. 컨트롤러는 2016년 오큘러스 리프트 CV1(Oculus Rift CV1)의 독립형 액세서리로 처음 소개되었으며 2017년 7월부터 헤드셋 및 향후 모든 오큘러스 제품과 함께 번들로 제공되기 시작했다. 최초 출시 이후 터치 컨트롤러는 내부 추적 전환 및 기타 설계 변경을 포함한, 이후 세대의 오큘러스/메타 하드웨어를 위해 개정되었다.

## 하드웨어
오큘러스 터치는 각각 아날로그 스틱, 버튼 3개, 트리거 2개(하나는 일반적으로 잡는 데 사용하고 다른 하나는 사격 또는 발사에 사용)를 갖춘 한 쌍의 휴대용 장치로 구성되며, 첫 번째 및 세 번째 반복에는 전용 엄지 받침대가 있다. 사용자가 손가락을 잡고 있는 동안 할 수 있는 손가락 제스처를 감지하는 시스템이 특징이다. 각 컨트롤러의 링에는 적외선 LED 세트가 포함되어 있어 센서(외부 또는 최신 모델에서는 헤드셋 전면에 위치)를 통해 3D 공간에서 완전히 추적할 수 있어 가상 환경에 표시될 수 있다.

## 모델
- 오큘러스 리프트 CV1(Oculus Rift CV1)
- 오큘러스 퀘스트 및 리프트 S(Oculus Quest and Rift S)
- 퀘스트 2
- 터치 프로(Touch Pro, 퀘스트 프로/Quest Pro)
- 터치 플러스(Touch Plus, 퀘스트 3/Quest 3)